# Jan Økseter
Jan Økseter, norveški rokometaš, * 19. februar 1945, Aurdal.
Leta 1972 je na poletnih olimpijskih igrah v Münchnu v sestavi norveške rokometne reprezentance osvojil deveto mesto.